# TWELVE
『TWELVE』（トゥエルブ）は、日本のロックバンド・Mrs. GREEN APPLEが2016年1月13日にEMI Recordsから発売した1枚目のフルアルバムである。

## 内容
ミニアルバム『Variety』から約4ヶ月ぶり、初となるオリジナルアルバム。
今作はタイトル通り「12」をコンセプトに制作された。大森が12歳のときに音楽活動を始めたことも理由の1つとなっている。また、前年である2015年にインディーズデビューとメジャーデビューを経て2016年からのMrs. GREEN APPLEとは?という問いに対して自分で答えを出すというよりは1度アルバムにして委ねることを答えとして作った作品であると大森は語っている。
ジャケットはインタールードの「InTerLuDe ～白い朝～」を除く12曲のイメージに合う動物が描かれている。
初回限定盤と通常盤の2形態で発売され、初回限定盤には特典として「ここでしか見ることの出来ない」と題された120分に及ぶ12の映像を収録したDVDが同梱された。

## 楽曲について
1. 愛情と矛先
サウンド面で初めてメンバーに委ねられて、リハーサルしてすり合わせて制作された楽曲。大森曰く「“5人の曲“という意識がアルバムの中でもすごく強い曲」[4]。
2. Speaking
1stシングルの表題曲。
3. パブリック
大森が高校生の時、バンドの活動が本格的に活動開始した2013年に、"人というものは"という概念的なものを書いた楽曲[3]。
4. 藍 (あお)
ライブ会場限定で発売されたミニアルバム「Introduction」に収録されていた楽曲。今作収録にあたりリアレンジされており、若井が全編でタッピング奏法を、藤澤は全編で16スケールを取り入れている[3]。
5. キコリ時計
大森のデモの段階から、打ち込みのストリングスとホーンが取り入れられていた楽曲。大森は金管楽器を触れたことがなかったため、理論的にではなく感覚で制作していった[3]。
6. 私
藤澤が初めて生のアコースティック・ピアノを取り入れた楽曲[3]。初めて大森が情景描写がある季節を意識して歌詞を書いたバラード[4]。
7. No.7
和の要素を出すために音頭のリズムを取り入れた楽曲。山中が曲中に和太鼓を演奏している。歌詞は昨今の日本に住む若者に対する思いを描いている[3]。
8. ミスカサズ
髙野が特に苦労した楽曲で、大森曰く「ダークサイドの色を持っている」とのこと[4]。
9. SimPle
ドラムスにノイズゲートが施されている[4]。
10. HeLLo
11. 庶幾の唄

## 収録内容
| 全作詞・作曲・編曲: 大森元貴（#10はインスト）。 |                          |                            |                            |      |
| #                                               | タイトル                 | 作詞                       | 作曲・編曲                 | 時間 |
| 1.                                              | 「愛情と矛先」           | 大森元貴 （#10はインスト） | 大森元貴 （#10はインスト） | 3:55 |
| 2.                                              | 「Speaking」             | 大森元貴 （#10はインスト） | 大森元貴 （#10はインスト） | 3:49 |
| 3.                                              | 「パブリック」           | 大森元貴 （#10はインスト） | 大森元貴 （#10はインスト） | 3:45 |
| 4.                                              | 「藍 (あお)」            | 大森元貴 （#10はインスト） | 大森元貴 （#10はインスト） | 4:00 |
| 5.                                              | 「キコリ時計」           | 大森元貴 （#10はインスト） | 大森元貴 （#10はインスト） | 3:35 |
| 6.                                              | 「私」(補編曲: 中西亮輔) | 大森元貴 （#10はインスト） | 大森元貴 （#10はインスト） | 6:09 |
| 7.                                              | 「No.7」                 | 大森元貴 （#10はインスト） | 大森元貴 （#10はインスト） | 4:30 |
| 8.                                              | 「ミスカサズ」           | 大森元貴 （#10はインスト） | 大森元貴 （#10はインスト） | 4:21 |
| 9.                                              | 「SimPle」               | 大森元貴 （#10はインスト） | 大森元貴 （#10はインスト） | 3:46 |
| 10.                                             | 「InTerLuDe 〜白い朝〜」 | 大森元貴 （#10はインスト） | 大森元貴 （#10はインスト） | 0:32 |
| 11.                                             | 「Hug」                  | 大森元貴 （#10はインスト） | 大森元貴 （#10はインスト） | 3:13 |
| 12.                                             | 「HeLLo」                | 大森元貴 （#10はインスト） | 大森元貴 （#10はインスト） | 3:12 |
| 13.                                             | 「庶幾の唄」             | 大森元貴 （#10はインスト） | 大森元貴 （#10はインスト） | 4:07 |
| 合計時間:                                       | 合計時間:                | 48:54                      |                            |      |

| #         | タイトル              | 作詞   | 作曲・編曲 | 時間   |
| --------- | --------------------- | ------ | ---------- | ------ |
| 1.        | 「12のSpecial映像集」 |        |            | 120:12 |
| 合計時間: | 合計時間:             | 120:12 |            |        |

## 参加ミュージシャン
Mrs. GREEN APPLE
- Mrs. GREEN APPLE：Additional Chorus (#7,12)
- 大森元貴：Vocal & Guitar & Chorus & Percussion & Programming
- 若井滉斗：Guitar
- 山中綾華：Drums & Japanese Drums
- 藤澤涼架：Keyboard & Acoustic Piano & Flute
- 髙野清宗：Bass

Additional Musician
- 中西亮輔：Additional Synthesizer Programming (#2)

## タイアップ
- テレビ東京系列アニメ『遊☆戯☆王ARC-V』第4期エンディングテーマ (#2)
- 大塚製薬『カロリーメイト』卒業メイトキャンペーンソング (#13)